# Imam dvije mame i dva tate
Imam dvije mame i dva tate (en croat "tinc dues mares i dos pares") és una pel·lícula dramàtica iugoslava del 1968 dirigida pel croat Krešo Golik. Fou produït per la Filmska Radna Zajednica (FRZ) i Jadran Film i rodat a Zagreb.
El 1999 una enquesta de crítics de cinema croats la van considerar una de les millors pel·lícules croates que mai s'havien fet.

## Sinopsi
Després de divorciar-se, dos ex-pares organitzen una mena de família extensa: Zoran, el fill adolescent, viu amb el seu pare i la seva nova esposa, una bella jove que recentment també s'ha convertit en mare; el seu fill petit, Duro, viu amb la seva mare i el seu nou marit, un flautista, pare del petit Drasko. Els dos nois intercanvien la família diumenge: Zoran va a dinar amb la seva mare, Duro va al seu pare al seu lloc. Els llaços entre els dos grups familiars són cada cop més complexos i inextricables.

## Repartiment
- Mia Oremović... Primera mare
- Relja Bašić... primer pare
- Fabijan Šovagović... Pare de Drugo
- Vera Čukić.. mare de Drugo
- Davor Radolfi... Djuro
- Igor Galo... Zoran
- Tomislav Žganec... Drasko

## Guardons
La pel·lícula va guanyar l'Arena d'Or a la millor actriu (Mia Oremović) i l'Arena d'Or a la millor fotografia (Ivica Rajković) al Festival de Cinema de Pula de 1968, els premis nacionals de cinema iugoslaus.